# سیکلیف، استرالیای جنوبی
سیکلیف (به انگلیسی: Seacliff) یک حومه شهر آدلاید در استرالیا است که در استرالیای جنوبی واقع شده‌است. این حومه واقع در مجاورت برایتون جنوبی، سیکلیف پارک، مارینو و کینگستون پارک است.
اداره پست سیکلیف در ۱ ژوئیه ۱۹۱۵ افتتاح شد و در سال ۱۹۷۸ بسته شد.